# Faubourg Clairmarais
Le Faubourg Clairmarais était un quartier historique de Reims. Il était situé à l'ouest de la ville et en périphérie de la deuxième enceinte médiévale.
Le périmètre du faubourg de Reims, notion qui n’est plus utilisée de nos jours, est intégré au quartier Clairmarais - Charles Arnould défini pour les conseils de quartiers.

## Histoire
Selon les époques et les historiens, le périmètre du faubourg Clairmarais, s’est orthographié de différentes façons. On a pu donc trouver, Clémaré, Clair Marais avant d’être le Clairmarais d’aujourd’hui.
En 1222, une abbaye cistercienne de femmes est bâtie hors les murs au lieu-dit Clairmarais, elle portait le nom de Sainte-Marie, le premier prieur fut Jean de Châtillon, religieux de Clairvaux.
Comme la majorité des bâtiments hors des murs de la deuxième enceinte il fut détruit pendant la guerre de Cent Ans.
Même destruction en 1591, mais cette fois pour défendre l’intérêt de la Ligue.
Au XVIe siècle, la partie des marais le long de la deuxième enceinte a été asséchée et convertie en jardin.
Vers 1789, les jardins sont transformés, pour la partie le long de la deuxième enceinte, en promenade ombragée.

C'est au courant du XIXe siècle avec l'arrivée du chemin de fer et du canal que le développement industriel amène un fort développement du faubourg.
Alors que l’industrie textile s’était développée intra-muros, souvent dans les anciens domaines religieux vendus pendant la révolution, l’industrie se développe dans le secteur de Clairmarais.
En 1854, la ligne d'Épernay à Reims coupe la partie sud de Clairmarais.
En 1866, le canal de l'Aisne à la Marne est creusé et coupe à nouveau la partie sud de Clairmarais.
En 1874, création de l’Usine de teinturerie Laval et Cie.
Vers 1880, une usine à gaz est implantée rue des Romains dans Clairmarais. Elle sera transformée en usine de production d’électricité en 1888.
Vers 1880, les frères Marteau établissent une filature de laine peignée.
Début du XXe siècle, le Comptoirs français installe son usine et ses entrepôts.

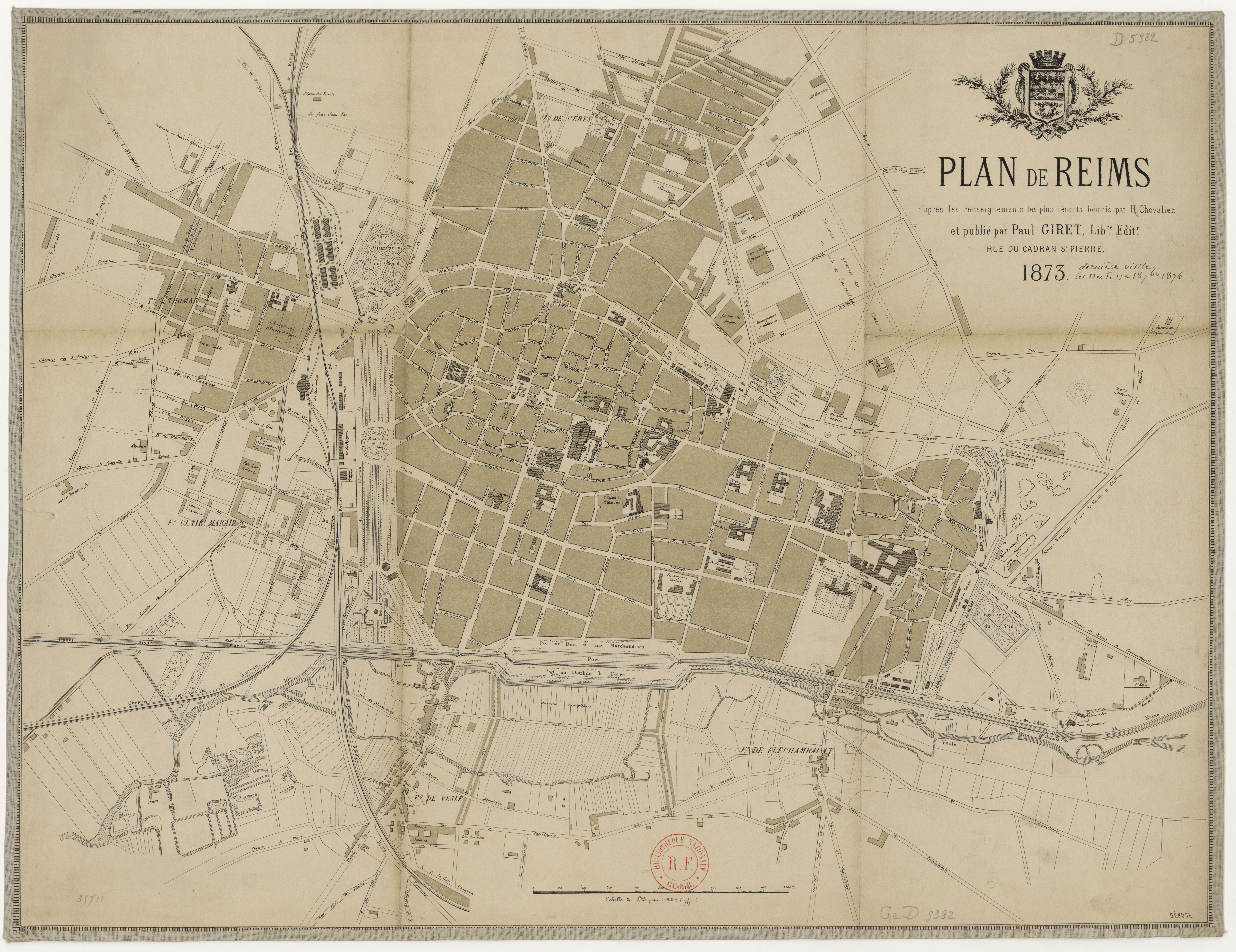
Faubourg Clairmarais sur plan H.Chevalier

.